# Efter Vinter
Efter Vinter er en dansk kortfilm fra 2015 instrueret af Kasper Buur Nielsen.

## Handling
En historie om en far der har svært ved at indse, at hans datter er ved at blive voksen.

## Medvirkende
- Henrik Ipsen
- Maria Corydon
- Lasse Jensen